# Під синьо-жовтим прапором (марш)
Під синьо-жовтим прапором (швед. Under blågul fana) — відомий шведський марш початку XX століття композитора Віктора Відквіста (1881–1952). Точний рік написання невідомий, найстаріший нотний запис з архіву Королівського оркестру ВМС в Стокгольмі датується 1916 роком. Марш став вельми популярним у Швеції під час II СВ. В 1999 році «Під синьо-жовтим прапором» був затверджений офіційним маршем ЗСШ.